# Distrito electoral de Lancaster (Illinois)
Lancaster (en inglés: Lancaster Precinct) es un distrito electoral ubicado en el condado de Wabash en el estado estadounidense de Illinois. En el Censo de 2010 tenía una población de 559 habitantes y una densidad poblacional de 7,67 personas por km².

## Geografía
Según la Oficina del Censo de los Estados Unidos, Lancaster tiene una superficie total de 72.92 km², de la cual 72.55 km² corresponden a tierra firme y (0.5%) 0.37 km² es agua.

## Demografía
Según el censo de 2010, había 559 personas residiendo en Lancaster. La densidad de población era de 7,67 hab./km². De los 559 habitantes, Lancaster estaba compuesto por el 97.5% blancos, el 0.36% eran afroamericanos, el 0% eran amerindios, el 0.18% eran asiáticos, el 0% eran isleños del Pacífico, el 0% eran de otras razas y el 1.97% pertenecían a dos o más razas. Del total de la población el 0.89% eran hispanos o latinos de cualquier raza.